# 伊藤忠兵衛 (初代)

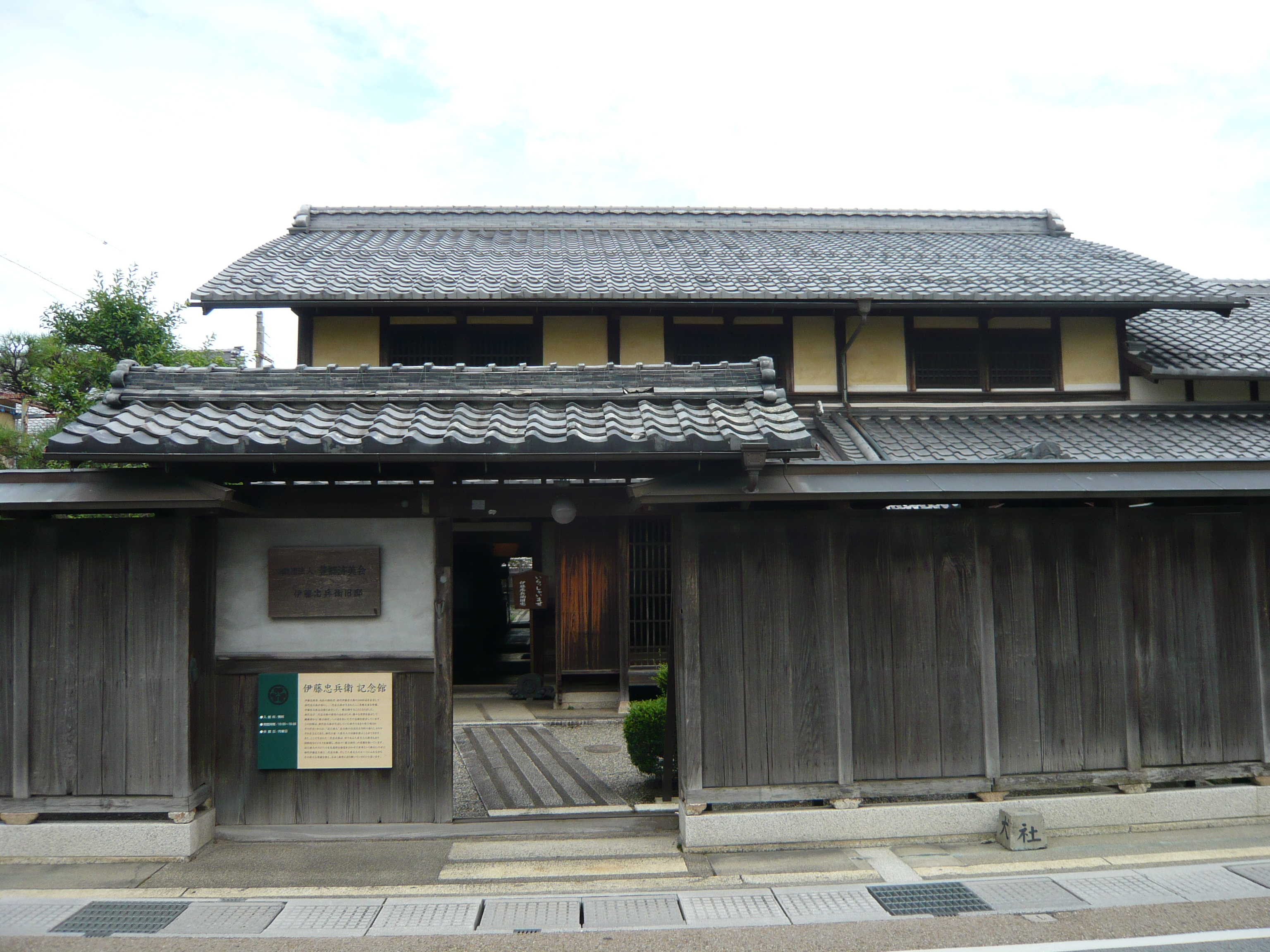
伊藤忠兵衛記念館

初代 伊藤 忠兵衛 （しょだい いとう ちゅうべえ、天保13年7月2日（1842年8月7日） - 1903年（明治36年）7月8日）は、日本の商人・実業家。伊藤忠商事・丸紅という2つの大手総合商社を創業し、多角的経営によって伊藤忠財閥を形成した。

## 来歴・人物
初代忠兵衛は、五代目伊藤長兵衛の次男として生まれた。生家は紅長（べんちょう）の屋号で耳付物という繊維品の小売をし、また1、2町の田地を自作する手作りの地主でもあった。伊藤家は、この初代伊藤忠兵衛と兄の六代目伊藤長兵衛が、近江湖東の犬上郡甲良郷八目村（犬上郡豊郷町八目）で安政5年（1858年）5月に近江麻布類の持下り商を開業し、堺や紀州に行商したのにはじまる。伊藤忠も丸紅も、この年を創業年としている。
兄の長兵衛は国元で仕入れに当たり、のちに博多新川端で伊藤長兵衛商店を開業した。弟の忠兵衛は、明治5年（1872年）1月に大阪本町二丁目に呉服・太物店をはじめ紅忠（べんちゅう）と称して、麻布類・尾濃織物・関東織物を取り扱った。この2つが合併・分割を繰り返して現在の伊藤忠・丸紅につながっている。
紅忠は開店と同時に店法を定め、利益三分主義をとった。これは、店の純利益は本家納め・本店積立金・店員配当に分かち、これを 5：3：2 の配分率にして「三つ割銀」といった。店員への配当を割くことによって勤労意欲を喚起したもので、これは伝統的な近江商法に拠ったものである。また忠兵衛は真宗の信仰に厚く、津村別院へ熱心に通い、「商売は菩薩の業」と説いて多数の人材を育て、財産を分かつことを商売繁盛の本道としていた。明治17年（1884年）に紅忠を丸紅伊藤本店に改称。
明治18年（1885年）には、甥の外海鉄治郎と組合組織で伊藤外海組を設立し、神戸に事務所をおいて直貿易を始めた。明治26年（1893年）には安土町二丁目で綿糸卸商の丸糸伊藤糸店ができて綿糸も取り扱う。明治29年には日東合資会社をつくり、中国綿の輸入と日本綿糸の輸出にあたる。
晩年には郷土の豊郷村の村長も務めた。明治27年（1894年）に兄の長兵衛が死去（61歳）。そして明治36年（1903年）7月8日に忠兵衛は須磨の別邸で死去した。満60歳没（享年62）。家督は17歳の次男の精一が相続、二代目伊藤忠兵衛を襲名した。

## 家族・親族

### 伊藤家
（滋賀県犬上郡豊郷町）
- 父・長兵衛 (5代)

文久2年（1862年）没
- 兄・長兵衛 (6代)（実業家）

天保3年（1833年）生 - 1894年（明治27年）没
- 妻・やゑ（滋賀、藤野惣右衛門の長女）[1]
- 長男・萬治郎（早世）
- 長女・とき（滋賀、伊藤孝太良の母）[1]
- 次女・こう（山本忠三の妻）[1]
- 次男・忠兵衛 (2代)[1]（実業家）

1886年（明治19年）6月生 - 1973年（昭和48年）5月没
- 養子・忠三（山本佐右衛門の男、山本富蔵の弟、山本豊次郎の兄）[1]
- 孫
  - 謙三（実業家） 1898年（明治31年）11月生 - 1966年（昭和41年）没
  - 恭一（実業家） 1914年（大正3年）5月生 - 1994年（平成6年）8月没
- 養孫
  - 茂八郎（実業家） 1892年（明治25年）10月生 - 1985年（昭和60年）没

## 関連作品

### 漫画
- 初代　伊藤忠兵衛　伊藤忠商事・丸紅の創業者(「監修:宇佐美英機」「編著:紅忠株式会社」「作画:かわのいちろう」)